# Arthur Rankin Jr.
Arthur Gardner Rankin Jr. (n. 19 iulie 1924, New York City, New York, SUA – d. 30 ianuarie 2014, Harrington Sound⁠(d), Regatul Unit) a fost un producător, scenarist și regizor american, care a realizat mai ales filme de animație. Asociat în compania Rankin/Bass Productions împreună cu prietenul său Jules Bass, el a creat filme de animație stop motion, precum Rudolph the Red Nosed Reindeer, Frosty the Snowman, Santa Claus Is Comin' to Town și versiunea animată The Hobbit din 1977. Este menționat ca producător a peste 1.000 de filme de televiziune.

## Tinerețea
Rankin s-a născut în New York, ca fiu al actorilor Arthur Rankin și Marian Mansfield. Bunica sa paternă a fost actrița Phyllis Rankin, iar bunicul său vitreg patern, care l-a adoptat pe tatăl său, a fost actorul Harry Davenport, care l-a interpretat pe dr. Meade în filmul Pe aripile vântului.

## Carieră
Rankin și-a început cariera cinematografică lucrând ca scenograf pentru American Broadcasting Company în anii 1940. În 1955 el și Jules Bass au format compania de producție Videocraft International pentru a produce reclame de televiziune. În 1960 s-au orientat către filmele de animație, iar compania a fost redenumită Rankin/Bass Productions. Cei doi au lucrat împreună timp de mai mulți ani, coregizând și producând o gamă largă de filme de animație stop motion, pe care Rankin le-a denumit „Animagic”. Pe lângă activitatea regizorală, Rankin a creat în principal scenariul și a schițat personajele, care au fost confecționate ca păpuși din lemn de artiști japonezi, precum coordonatorul principal Tadahito Mochinaga. Maury Laws, regizor muzical în cadrul companiei Rankin/Bass, a declarat că Rankin a fost inspirat de filmul King Kong și că „și-a dorit ca fiecare detaliu să fie corect” în crearea acestor scurtmetraje. Unele dintre filmele sale cele mai cunoscute au fost filmele de televiziune pentru sărbători, precum Willy McBean and his Magic Machine, Rudolph the Red-Nosed Reindeer, Santa Claus Is Comin' to Town, Rudolph's Shiny New Year, The Year Without a Santa Claus, Frosty the Snowman, Twas the Night Before Christmas și Jack Frost. Multe dintre aceste creații artistice pentru sărbători sunt considerate acum „favorite perene”, potrivit The New York Times. El este creditat, de asemenea, cu crearea ideilor care au stat la baza mai multor producții ale companiei Rankin/Bass, inclusiv lungmetrajele The Daydreamer și Mad Monster Party?
Compania Rankin/Bass a produs ocazional și lungmetraje cu actori precum King Kong evadează (1968), The Last Dinosaur (1977) sau The Bushido Blade (1981), care erau cunoscute prin numărul mare de efecte speciale pe care-l conțineau. Unele filme (atât cu actori, cât și de animație) au fost realizate în Japonia în coproducție cu companiile locale.
În 1977 Rankin și Bass au produs o versiune animată a romanului pentru copii Hobbitul al lui J.R.R. Tolkien, pentru care a primit premiul Peabody. Cei doi producători au colaborat la producerea unei mari varietăți de seriale animate de televiziune, printre care ThunderCats și Silverhawks. Rankin și Bass au făcut echipă pentru ultima oară la producerea filmului animat de televiziune din 1987, inspirat de romanul Vântul prin sălcii al lui Kenneth Grahame. Ultimul film produs de Rankin a fost versiunea animată din 1999 a filmului The King and I.

## Ultimii ani de viață
Rankin a cunoscut-o pe soția sa, Olga Karlatos, după ce a distribuit-o într-o adaptare televizată din 1983 a romanului Portretul lui Dorian Gray, The Pins of Dorian Gray. Ei s-au stabilit în Insulele Bermude, iar Rankin a continuat să producă spectacole artistice; el a afirmat: „Aș fi putut să merg pe Broadway și să alerg în lungul străzii și să urlu:„ Vreau să scriu și să regizez o piesă!” M-ar fi internat într-o casă de nebuni. Dacă spun asta [în Insulele Bermude], toată lumea intră în acțiune: „O, te rog, te rog”.” În afara activității de producător, Rankin a predat cursuri de film la Bermuda College.

## Moartea
Rankin a murit la vârsta de 89 de ani după o perioadă scurtă de boală la 30 ianuarie 2014, în casa lui din Harrington Sound, Bermuda. Referindu-se la el ca o „legendă a animației”, revista The Hollywood Reporter a menționat că, în cursul carierei sale, Rankin a lucrat cu actori precum Jeff Bridges, Mia Farrow, Angela Lansbury, Alan Arkin, Danny Kaye, James Cagney, Fred Astaire, Boris Karloff, Tallulah Bankhead, George Burns, John Huston, Burl Ives, James Earl Jones, Christopher Lee, Walter Matthau, Vincent Price și Flip Wilson. El a fost înmormântat în cimitirul Bisericii „Sf. Treime” din Hamilton, capitala insulelor Bermude.

## Filmografie
Rankin a fost creditat ca producător a peste 1.000 de filme și spectacole de televiziune. Printre acestea sunt de menționat:

### Filme de animație
- Willy McBean and His Magic Machine (1965)
- Mad Monster Party? (1967)
- The Hobbit (1977) (film TV)
- The Return of the King (1980) (film TV)
- Ultimul inorog (1982)
- The Flight of Dragons (1982) (film TV)
- The Wind in the Willows (1987) (film TV)
- The King and I (1999)

### Filme cu actori
- King Kong evadează (1968)
- Marco (1973)
- The Last Dinosaur (1977)[12]
- The Bermuda Depths (1977) (film TV)
- The Ivory Ape (1980)
- The Bushido Blade (1981)[12]

### Filme de animație speciale
- Return to Oz (1964) (produs de Videocraft)
- Rudolph the Red-Nosed Reindeer (1964, Burl Ives) (produs de Videocraft)[12]
- The Edgar Bergen & Charlie McCarthy Show (1965)
- The Ballad of Smokey the Bear (1966, James Cagney)
- Cricket on the Hearth (1967, Danny Thomas)
- Mouse on the Mayflower (1968, Tennessee Ernie Ford, Eddie Albert, Jack Cassidy, Joanie Sommers)
- The Little Drummer Boy (1968, Greer Garson)
- Frosty the Snowman (1969, Jimmy Durante)
- Santa Claus is Comin' to Town (1970, Fred Astaire, Mickey Rooney)
- Here Comes Peter Cottontail (1971, Danny Kaye)
- Puss in Boots (film TV special din 1972)[17]
- The Year Without a Santa Claus (1974, Shirley Booth)
- Frosty's Winter Wonderland (1976, Andy Griffith)
- Rudolph’s Shiny New Year (1976, Red Skelton)
- Jack Frost (1979, Buddy Hackett)

### Seriale de animație
- The New Adventures of Pinocchio (1960)
- Tales of the Wizard of Oz (1961)
- The King Kong Show (1966–69)
- The Tomfoolery Show (1970–71)
- The Reluctant Dragon and Mr. Toad Show (1970)
- The Jackson 5ive (1971)
- The Osmonds (1972)
- Festival of Family Classics (1972-1973)
- Kid Power (1972-1973)
- ThunderCats (1985–87)
- SilverHawks (1986)
- TigerSharks (1987)

## Legături externe
- Arthur Rankin Jr. la Find a Grave
- Arthur Rankin Jr. la Internet Movie Database